# Fiesta de los abrazos
La Fiesta de los Abrazos (FDLA) es una fiesta anual organizada por el Partido Comunista de Chile, la cual se realiza en Santiago de Chile durante la primera quincena de enero. En su primera versión se denominó Fiesta del Arte, la Ciencia y la Cultura por la Democracia en Chile, encuentro que se realizó en 1988, año en que contó con la participación del escritor Eduardo Galeano y la reaparición pública de la política comunista Gladys Marín. Desde el año 1991 la celebración se realiza en el Parque O'Higgins, uno de los parques urbanos más importantes de la capital chilena. Las actividades habituales consisten en lanzamientos de libros, muestras gastronómicas chilenas y latinoamericanas, foros temáticos, culminando las dos jornadas con un concierto en que participan importantes artistas nacionales.